# Lepidostoma itoae
Lepidostoma itoae is een schietmot uit de familie Lepidostomatidae. De soort komt voor in het Palearctisch gebied.